# Совет лондонского боро Бексли
Совет лондонского боро Бексли (англ. Bexley London Borough Council) — местный орган власти лондонского боро Бексли в церемониальном графстве Большой Лондон (Англия). Это один из 32 советов лондонских боро в графстве. В состав совета входят 45 советников.

## История

Карта, показывающая избирательные участки Бексли с 2002 по 2018 годы

Ранее за район Бексли отвечали несколько местных органов власти. Нынешний местный орган власти был впервые избран в 1964 году, за год до официального вступления в свои полномочия и до создания лондонского боро Бексли. Боро Бексли заменил муниципальные боро Бексли и Эрит, городской округ Крейфорд и часть городского округа Чизлхерст и Сидкап.
Предполагалось, что в соответствии с Законом об управлении Лондоном 1963 года Бексли как местный орган власти Лондона разделит полномочия с Советом Большого Лондона. Разделение полномочий и функций означало, что Совет Большого Лондона отвечал за «широкую область» услуг, таких как пожарная охрана, скорая помощь, предотвращение наводнений и утилизация отходов; а местные власти отвечали за «личные» услуги, такие как социальное обеспечение, библиотеки, кладбища и вывоз мусора. С 1965 года, являясь муниципалитетом внешнего Лондона, он был местным управлением образования. Такое положение сохранялось до 1986 года, когда Совет лондонского боро Бексли получил ответственность за некоторые услуги, которые ранее предоставлял Совет Большого Лондона, например, за утилизацию отходов. С 2000 года администрация Большого Лондона взяла на себя часть ответственности за автомобильные дороги и контроль за планированием, но в рамках английской системы местного самоуправления совет остаётся органом «наибольшего назначения» с точки зрения доступного спектра полномочий и функций.

## Полномочия и функции
Местный орган власти наделён полномочиями и функциями на основании Закона о правительстве Лондона 1963 года и последующих нормативных актов, и обладает полномочиями и функциями совета лондонского боро. Он устанавливает муниципальный налог и, как орган, отвечающий за выставление счетов, также собирает взносы на выполнение функций администрации Большого Лондона и определяет тарифы для бизнеса. Он определяет политику планирования, которая дополняет политику администрации Большого Лондона и национальную политику, и принимает соответствующие решения почти по всем вопросам о городском планировании. Он является местным органом образования, а также отвечает за жилищное строительство, социальные услуги, библиотеки, сбор и утилизацию отходов, дорожное движение, большинство дорог и охрану окружающей среды.

## Политический контроль
С момента первых выборов в Совет в 1964 году политический контроль над Советом осуществляли следующие партии:
| Партия                     | Годы      |
| -------------------------- | --------- |
| Лейбористская              | 1964—1968 |
| Консервативная             | 1968—1971 |
| Лейбористская              | 1971—1974 |
| Консервативная             | 1974—1994 |
| Отсутствие общего контроля | 1994—1998 |
| Консервативная             | 1998—2002 |
| Лейбористская              | 2002—2006 |
| Консервативная             | 2006—н.в. |

На выборах в мае 2018 года в состав совета вошли 34 представителя Консервативной партии и 11 лейбористов.